# Paraxenisthmus springeri
Paraxenisthmus springeri is een straalvinnige vissensoort uit de familie van grondels (Xenisthmidae). De wetenschappelijke naam van de soort is voor het eerst geldig gepubliceerd in 1993 door Gill & Hoese.